# Ignacio Echeverría
Ignacio Echeverría Miralles de Imperial (Ferrol, La Coruña; 25 de mayo de 1978 - Londres, 3 de junio de 2017), llamado el héroe del monopatín, fue un empleado de banca español, conocido por enfrentarse a uno de los terroristas del atentado de Londres de junio de 2017 con su monopatín,  salvando la vida de una ciudadana francesa y ganando suficiente tiempo para que otras muchas personas pudieran ponerse a salvo. 
La Archidiócesis de Madrid ha unido fuerzas con su familia en un intento por que sea reconocido como santo.

## Biografía

### Orígenes
Ignacio Echeverría Miralles de Imperial nació en un hospital de Ferrol (España) en 1978, si bien fue inscrito en el Registro Civil de Puentes de García Rodríguez (provincia de La Coruña), donde vivió hasta los nueve años, donde su padre Joaquín Echeverría trabajaba en la mina de lignito de Endesa. Más tarde la familia se mudó a Las Rozas de Madrid (Madrid). Ignacio se licenció en Derecho, estudiando en la Universidad Complutense y en La Sorbona. Su familia era católica practicante, siendo Ignacio sobrino nieto de Antonio Hornedo SJ, obispo y misionero en Perú; además pertenecía a un grupo local de Acción Católica de Las Rozas de Madrid. Ignacio también era muy aficionado al monopatín además de al surf, golf y squash.
Tras trabajar en varios bancos y, al estar en paro, decidió trasladarse a Londres, logrando un puesto de analista en el banco HSBC, donde trabajaba en prevención de blanqueo de capitales.

### Asesinato y búsqueda del cuerpo
Alrededor de las 23 horas del sábado 3 de junio de 2017, Ignacio se dirigía en bicicleta con unos amigos a la zona londinense de Whitechapel. A la altura del Borough Market vieron a un hombre asestar a una chica lo que inicialmente les parecieron puñetazos (en realidad puñaladas), por lo que Ignacio bajó de su bici, tomó el monopatín que llevaba quitándose la mochila, y se lanzó a ayudar a la agredida (una mujer joven de nacionalidad francesa que sobrevivió gracias a los actos de Ignacio), interponiéndose entre ella y el asaltante y golpeando a éste con el monopatín. En el mismo momento se acercaron también dos policías, uno de ellos fuera de servicio. Pero entonces otros dos terroristas corrieron hacia ellos, y propinaron a Ignacio dos cuchilladas por la espalda, que resultarían mortales. No obstante, con su acto Ignacio ya había conseguido desviarlos de su objetivo el tiempo suficiente como para que varias otras personas pudiesen ponerse a salvo.
Tras el atentado no se encontró el cuerpo de Ignacio, dando lugar a que varios de sus familiares escribieran mensajes en las redes sociales pidiendo ayuda para localizarlo. Los amigos que estaban con Ignacio llamaron a su hermana, que residía en Londres, para explicarle lo ocurrido y que ella recorriera los hospitales en su busca, ya que a ellos no se les dejaba entrar. El cónsul de España en Londres se puso en contacto esa misma mañana con la hermana de Ignacio para ofrecer su ayuda. El cónsul había sido avisado por los amigos de Ignacio en la misma madrugada de los hechos, y desde entonces había comenzado su búsqueda. La embajada y el Consulado Español estuvieron dando su apoyo a la familia Echeverría en todo momento. Por el contrario, las fuerzas de seguridad inglesas tardaron 72 horas en contactar con la hermana de Ignacio. El lunes, la familia de Ignacio se trasladaba a Londres para buscarlo. El ministro de Asuntos Exteriores español, Alfonso Dastis, expresó su "perplejidad" ante la desaparición de Echeverría.
Finalmente, el miércoles 7 de junio, las autoridades británicas confirmaron a la familia que el cuerpo de uno de los ocho fallecidos en el ataque era el de Ignacio. La familia lo reconoció al día siguiente, y en seguida se procedió a su repatriación.

### Entierro y honores
El cuerpo de Ignacio llegó a España el sábado 10 de junio en un avión militar, aterrizando en la base aérea de Torrejón de Ardoz, su ataúd, cubierto con la rojigualda fue recibido con honores por el presidente Rajoy y la ministra de Defensa Dolores de Cospedal. La capilla ardiente se instaló en el cementerio de Las Rozas, colocándose sobre su féretro la Orden del Mérito Civil en su categoría de Gran Cruz, condecoración que le había sido concedida a título póstumo. A las 13 horas del día siguiente, domingo 11, se procedió a su entierro en el mismo cementerio, presidiendo el acto el cardenal arzobispo de Madrid, don Carlos Osoro. Y el lunes 12, en la parroquia del Corpus Christi de Las Rozas, se celebró una multitudinaria misa funeral en su memoria, presidida también por Mons. Osoro.

## Reacciones a su muerte

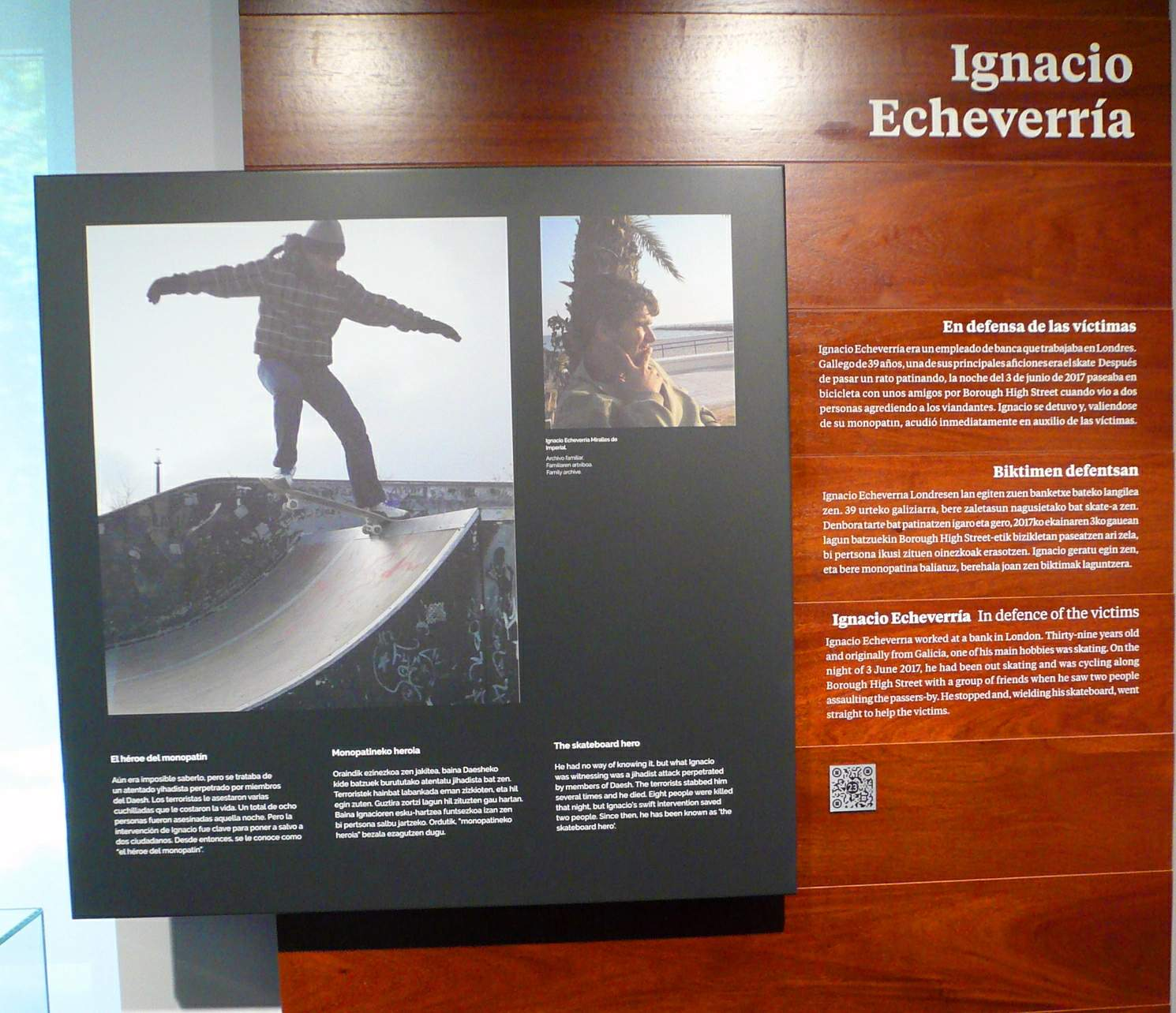
Panel informativo dedicado a Ignacio Echeverría en el Centro Memorial de las Víctimas del Terrorismo (Vitoria)

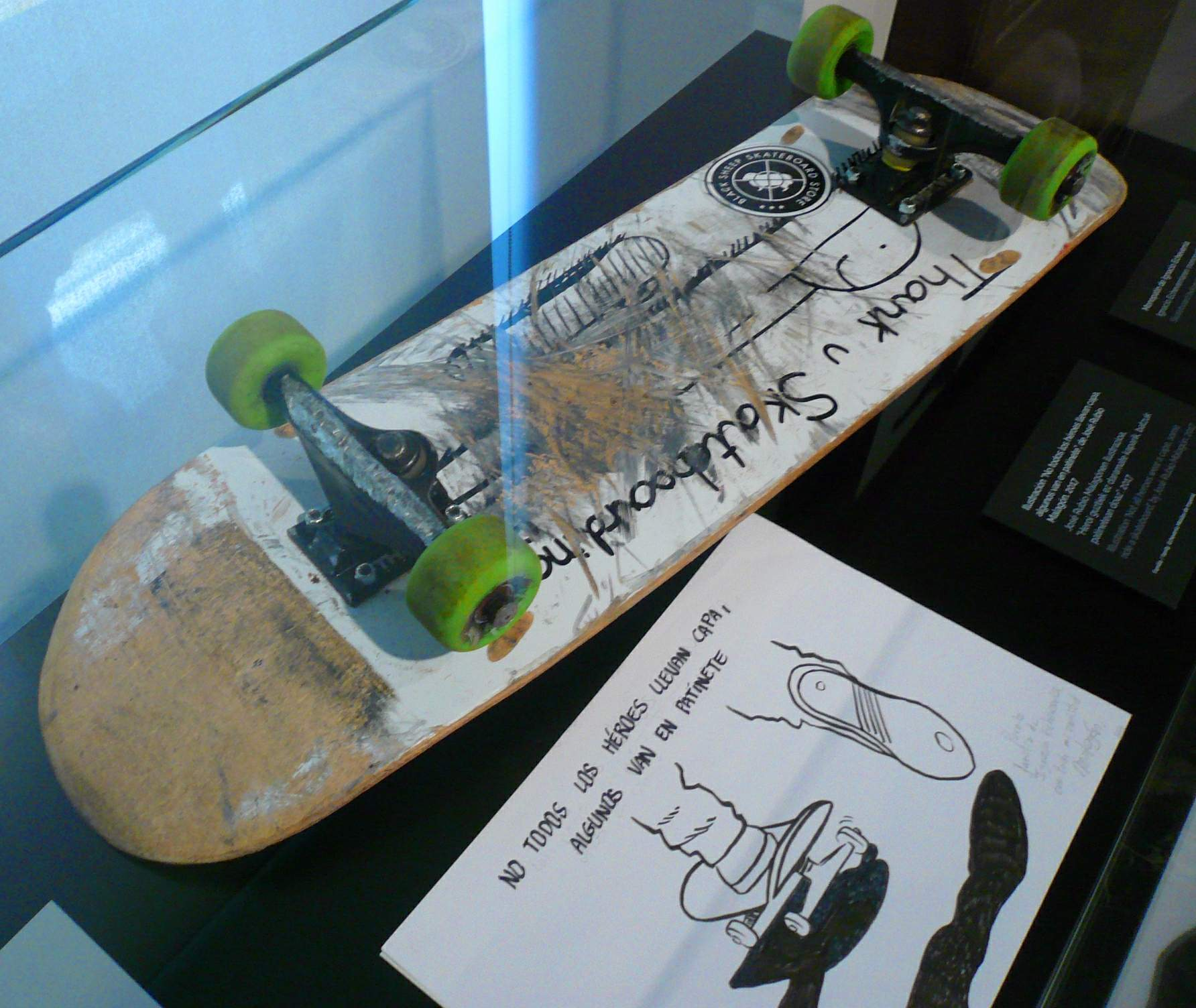
El monopatín de Ignacio Echeverría, expuesto en el Centro Memorial de las Víctimas del Terrorismo (Vitoria)

Desde el Ayuntamiento de Las Rozas, donde vivía la familia de Echeverría, se convocaron dos días de luto oficial y una concentración "en recuerdo" de Ignacio a la que acudieron más de un millar de personas; además de prometerse que se pondría su nombre al parque de skate donde Ignacio solía practicar. También el consistorio de Puentes de García Rodríguez, donde vivió hasta los nueve años, convocó una manifestación de luto. La noticia de su muerte y las circunstancias en que se produjeron saltaron a la prensa nacional e internacional y algunos medios le dieron del apodo de "el héroe del monopatín".
El cantante español Joaquín Sabina le dedicó una canción en un concierto que se celebró a los pocos días del atentado en Úbeda y lo mencionó en su concierto en Londres. La Real Federación Española de Patinaje le concedió la Orden del Mérito. También alabaron su ejemplo y pidieron orar por él miembros de la Iglesia española: el cardenal Osoro, (arzobispo de la diócesis madrileña, donde se encuentra Las Rozas, quien celebró su funeral), y el obispo de Ferrol, su ciudad natal, Luis Ángel de las Heras CMF. El rey mencionó su acto de heroísmo en la recepción de la embajada en Londres con motivo de su visita a la reina de Inglaterra y en los discursos que dio antes las cámaras inglesas y en la recepción que dio la reina Isabel II.[cita requerida] El skatepark de Madrid Rio lleva su nombre en su honor.
El Ayuntamiento de Alicante acordó dar su nombre a un parque de skate de la playa de San Juan. Se da la circunstancia de que sus tatarabuelos Marta Barrie y Clemente Miralles de Imperial eran oriundos de Alicante.
En el desfile de las fuerzas armadas del 12 de octubre de 2017, que se dedicó por primera vez a las Víctimas del Terrorismo, Ignacio recibió un homenaje junto a las víctimas de los atentados de Cataluña, estando presente su madre, que acompañó al Rey en la ofrenda floral, junto con los embajadores de los países que habían sufrido víctimas en Cataluña y los representantes de la fundación y la Asociación de Víctimas del Terrorismo.
El boxeador Kerman Lejarraga dedicó su victoria en Nueva York a Ignacio Echeverría.
El poeta español José Gabriel Risco Pablos le dedicó el poema Elegía al héroe del monopatín publicado en el medio de información religiosa Infovaticana.
En Zaragoza se le dio su nombre a un parque de skate en el barrio Romareda.

## Distinciones honoríficas

Escudo de Armas como Caballero Gran Cruz de la Orden del Mérito Civil

Nacionales
- Gran Cruz de la Orden del Mérito Civil, a título póstumo (2017).
- Gran Cruz de la Real Orden de Reconocimiento Civil a las Víctimas del Terrorismo, a título póstumo (2018).[27]
- Medalla de plata al Mérito Policial, a título póstumo (2017).
- Medalla de oro de la Comunidad de Madrid, a título póstumo (2019).[28]
- Medalla de Honor de Las Rozas de Madrid, concedida por primera vez, a título póstumo (2017).

Extranjeras
- Medalla de Jorge, a título póstumo (2018).[29]
- La prestigiosa universidad francesa La Sorbona, donde realizó estudios, le concedió la medalla Richelieu.

Otras distinciones
- En 2017 el campeonato de España de Surf de olas gigantes, pasó a denominarse: “La Vaca Gigante, trofeo Ignacio Echeverría”.
- Orden de Mérito y Medalla de la Real Federación Española de Patinaje, a título póstumo (2017).
- Medalla de Oro concedida por Dignidad y Justicia, en Madrid, a título póstumo (2017).
- Medalla de Oro de la Cámara de Comercio de Madrid, a título póstumo (2017).[30]
- El Ayuntamiento de Alicante inaugura un parque de skateboard con su nombre y un Monumento en honor a Ignacio Echeverría, creado por el joven artista alicantino Roberto Llopis.
- Premio Internacional COVITE, en San Sebastián, (Colectivo de Víctimas del Terrorismo), a título póstumo (2017).
- El Ayuntamiento de Comillas, donde pasaba sus veranos, y estaba en trámite de adquirir una vivienda, compra que truncó su muerte y de donde una parte de su familia es oriunda, le dedicaron una zona deportiva, con la colocación de una placa conmemorativa.
- El diario digital El Español premió en 2017 a Rafa Nadal, al Real Madrid y a Ignacio Echeverría de forma conjunta con su premio: el León. Su familia resaltan la generosidad de Rafael Nadal y del Real Madrid al compartir el premio con Ignacio.
- El diario La Razón le concede el premio Alfonso Ussía al héroe del año.
- En la Universidad Complutense, donde realizó estudios le concede una distinción y coloca una placa con su nombre junto al aula que emula una sala de vistas, para prácticas de sus alumnos.
- Premio IMF "Por un mundo mejor", IMF International Business School, en Madrid, a título póstumo (2018).[31]
- La Comunidad de Madrid decidió que el instituto donde cursó su bachillerato, en Las Rozas de Madrid, ha adoptado como nombre Ignacio Echeverría (2017).
- La asociación Compliance Officer, lo distingue con su medalla.
- La Cámara de Comercio de Madrid le impone su medalla.
- El King College ha creado una beca de estudios que lleva su nombre y que se le dedica al alumno que haya hecho más méritos en su dedicación por los demás.
- El Colegio de Abogados lo nombra Colegiado de Honor a título póstumo.
- La asociación de Abogados Jóvenes lo distingue con un galardón.
- En su viaje a Londres el rey Felipe VI citó a Ignacio en el acto en la embajada donde recibió a la colonia española, en las cámaras del Reino Unido y también en la cena que le dispensó la reina Isabel.
- El banco HSBC en Londres y en Canadá han dado su nombre a una sala de reuniones. También han creado un premio al empleado que más sea haya distinguido en la lucha contra el delito económico. Este premio que está magníficamente dotado se entrega anualmente, a la entrega han sido invitados sus familiares.
- La fundación Hispano Británica lo nombra Amigo de Honor, creando esa figura con motivo de esa distinción.
- La emisora de radio Decisión Radio. Puso es un hombre o un estudio, que es contiguo al denominado JUAN PABLO II.
- Se ha usado su nombre para denominar pistas de skate en diferentes lugares de España.
- El Skate Park de Torre del Mar, en la Finca El Tomillar, está presidido por una estatua con su nombre.
- Además de éstas hay muchas más distinciones, que en este momento sus familiares son incapaces de reflejar, pero sus distinciones aparecerán en la exposición en la parroquia de la Visitación de las rozas de Madrid en la que se exhibirán, junto con recuerdos de Ignacio como una de las tablas de monopatín que usó, prendas acompañadas de fotografías en las que las lleva puestas, etc.
- Reino Unido:
  - Concesión conjunta de Comendador de los Cuerpos de la Policía de Londres concedida de forma conjunta por los tres cuerpos (el Servicio Metropolitano de Policía, la Policía Británica de Transporte y Policía de la City de Londres), por primera vez.
  - Su familia fue distinguida con el pésame de la reina Isabel por medio del Jefe de Protocolo de la Casa Real y por una prima de la reina que la representaba en aquel acto. Estas condolencias fueron presentadas en la Embajada de España en Londres con motivo de la visita de los reyes de España en el mes de julio de 2017.
  - La reina Isabel II recibió a sus padres
  - The Police Public Bravery Awards, Consejo Nacional de Jefes de Policía del Reino Unido, en Londres, a título póstumo (30 de octubre de 2018).[32]